# Espeland
Espeland är en tätort i Bergens kommun i Vestland fylke i västra Norge. Orten är belägen mitt på Bergenshalvön och har en station för veterantåg på gamla Vossbanan, en äldre del av Bergenbanan.